# علی چگنی
علی چگنی دیپلمات و سفیر پیشین جمهوری اسلامی ایران در کشور هند بوده‌است و سفیر فعلی ایران در کشور ونزوئلا می‌باشد .